# Selezioni giovanili della nazionale femminile di pallavolo della Bosnia ed Erzegovina
Le selezioni giovanili della nazionale femminile di pallavolo della Bosnia ed Erzegovina sono gestite dalla federazione pallavolistica della Bosnia ed Erzegovina (OSBH) e partecipano ai tornei pallavolistici internazionali per squadre nazionali femminili limitatamente a specifiche classi d'età.

## Under-22
La selezione nazionale Under-22 rappresenta la Bosnia ed Erzegovina nelle competizioni internazionali dove il limite di età è di 22 anni.
Non ha mai preso parte ad alcun torneo ufficiale.

## Under-21
La selezione nazionale Under-21 rappresenta la Bosnia ed Erzegovina nelle competizioni internazionali dove il limite di età è di 21 anni.
Non ha mai preso parte ad alcun torneo ufficiale.

## Under-20
La selezione nazionale Under-20 rappresenta la Bosnia ed Erzegovina nelle competizioni internazionali dove il limite di età è di 20 anni.
Non ha mai preso parte ad alcun torneo ufficiale.

## Under-19
La selezione nazionale Under-19 rappresenta la Bosnia ed Erzegovina nelle competizioni internazionali dove il limite di età è di 19 anni.
| Campionato europeo | Campionato europeo |
| Edizione           | Piazzamento        |
| ------------------ | ------------------ |
| 1966               | non qualificata    |
| 1969               | non qualificata    |
| 1971               | non qualificata    |
| 1973               | non qualificata    |
| 1975               | non qualificata    |
| 1977               | non qualificata    |
| 1979               | non qualificata    |
| 1982               | non qualificata    |
| 1984               | non qualificata    |
| 1986               | non qualificata    |
| 1988               | non qualificata    |
| 1990               | non qualificata    |
| 1992               | non qualificata    |
| 1994               | non qualificata    |
| 1996               | non qualificata    |
| 1998               | non qualificata    |
| 2000               | non qualificata    |
| 2002               | non qualificata    |
| 2004               | non qualificata    |
| 2006               | non qualificata    |
| 2008               | non qualificata    |
| 2010               | non qualificata    |
| 2012               | non qualificata    |
| 2014               | non qualificata    |
| 2016               | non qualificata    |
| 2018               | non qualificata    |
| 2020               | 9º posto           |
| 2022               | non qualificata    |

## Under-18
La selezione nazionale Under-18 rappresenta la Bosnia ed Erzegovina nelle competizioni internazionali dove il limite di età è di 18 anni.
Non ha mai preso parte ad alcun torneo ufficiale.

## Under-17
La selezione nazionale Under-17 rappresenta la Bosnia ed Erzegovina nelle competizioni internazionali dove il limite di età è di 17 anni.
Non ha mai preso parte ad alcun torneo ufficiale.